# B. Edwin Wilson

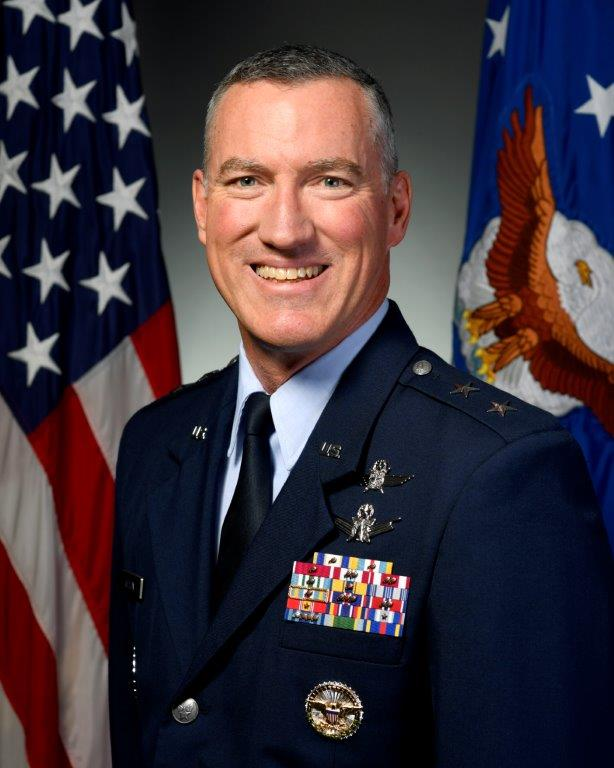
Burke Edwin Wilson

Burke Edwin Wilson (* um 1963) ist ein pensionierter Generalmajor der United States Air Force. Er war unter anderem Kommandeur der 24. Luftflotte (Twenty Fourth Air Force).

## Leben
Im Jahr 1985 absolvierte er die United States Air Force Academy in Colorado Springs. Nach seiner Graduation wurde er als Leutnant in das Offizierskorps der Air Force aufgenommen. In der Folge durchlief er alle Offiziersgrade vom Leutnant bis zum Zwei-Sterne-General.
Im Lauf seiner militärischen Karriere absolvierte er verschiedene Kurse und Schulungen. Dazu gehörten unter anderem die Squadron Officer School auf der Maxwell Air Force Base in Alabama; das Air Command and Staff College und die School of Advanced Airpower Studies, ebenfalls auf der Maxwell AFB, sowie das Air War College über einen Fernkurs. Später folgten das Joint Forces Staff College in Norfolk in Virginia und der Cyberspace Operations Executive Course der Air University sowie eine Fortbildung bei der Firma Cisco Systems. Außerdem erhielt er akademische Grade von der Northeastern University und der University of Virginia.
In seinen frühen Jahren als Offizier der Luftwaffe war er an verschiedenen Stützpunkten in den Vereinigten Staaten stationiert. Dabei war er im technischen Bereich und/oder als Stabsoffizier bei unterschiedlichen Einheiten tätig. Dazwischen absolvierte er die erwähnten Schulungen. Zwischen Juli 2002 und Juli 2003 kommandierte er als Oberstleutnant auf der Schriever Air Force Base in Colorado die 1. Raumschwadron (1st Space Operations Squadron). In der Folge verblieb er auf diesem Stützpunkt, wo er bis zum Juli 2004 stellvertretender Kommandeur der 50th Operations Group war.
Es folgte eine Weiterbildung beim Unternehmen Cisco Systems in San José in Kalifornien, die bis zum Mai 2005 andauerte. Seine nächste Mission führte ihn zur Peterson Air Force Base in Colorado. Zwischen Juni 2005 und Juni 2006 gehörte er dort als Director, Commander’s Action Group dem Stab des damaligen Air Force Space Commands an. Daran schloss sich sein Studium am Joint Forces Staff College an. Im September 2006 wurde Wilson zum Fort Belvoir in Virginia versetzt. Bis zum April 2008 gehörte er dort als Kommandeur der Raumoperationsgruppe (Commander, Space Operations Group) dem Stab der Aerospace Data Facility East an.
Anschließend wurde er zur Kirtland Air Force Base in New Mexico versetzt, wo er zwischen April 2008 und Februar 2010 das Raumentwicklungs- und Erprobungsgeschwader (Space Development and Test Wing) befehligte. Danach erhielt er auf der Patrick Air Force Base in Florida das Kommando über das 45. Raumgeschwader (45th Space Wing), das er bis zum August 2011 innehatte. Daran schloss sich eine Versetzung zum Fort George G. Meade in Maryland an. Zwischen September 2011 und Juni 2013 war er dort stellvertretender Kommandeur der Luftstreitkräfte des United States Cyber Commands und der 24. Luftflotte (Deputy Commander, Air Forces Cyber (AFCYBER/24th Air Force), Fort George G. Meade, Md.).
Als Nächstes wurde Wilson zum Hauptquartier der Air Force berufen. Zwischen Juni 2013 und Juli 2014 leitete er dort innerhalb der Stabsabteilung für Operationen und Planungen die Unterabteilung für Raumoperationen (Director of Space Operations). Am 31. Juli 2014 übernahm Wilson auf der Lackland Air Force Base in Texas als Nachfolger von James K. McLaughlin das Kommando über die 24. Luftflotte. Dieses Amt bekleidete er bis zum 17. Juni 2016, als Christopher P. Weggeman seine Nachfolge antrat. Anschließend wurde er zum Verteidigungsministerium der Vereinigten Staaten versetzt. Dort war er bis zu seiner Pensionierung im Jahr 2018 Stabsoffizier in der Abteilung für Cyberangelegenheiten.
Nach seinem Ausscheiden aus dem Militärdienst wurde er als Zivilist beim Verteidigungsministerium in ähnlicher Funktion wie zuletzt als Offizier angestellt.

## Daten der Beförderungen
| Abzeichen | Rang               | Jahr              |
| --------- | ------------------ | ----------------- |
|           | Second Lieutenant  | 28. Mai 1985      |
|           | First Lieutenant   | 28. Mai 1987      |
|           | Captain            | 28. Mai 1989      |
|           | Major              | 1. Januar 1997    |
|           | Lieutenant Colonel | 1. Mai 2001       |
|           | Colonel            | 1. März 2006      |
|           | Brigadier General  | 17. Dezember 2010 |
|           | Major General      | 2. April 2014     |

## Orden und Auszeichnungen
Burke Wilson erhielt im Lauf seiner militärischen Laufbahn unter anderem folgende Auszeichnungen:
- Air Force Distinguished Service Medal
- Defense Superior Service Medal
- Legion of Merit
- Defense Meritorious Service Medal
- Meritorious Service Medal
- Joint Service Commendation Medal
- Air Force Commendation Medal
- Air Force Achievement Medal
- National Reconnaissance Office’s Distinguished Service Medal
- National Reconnaissance Office’s Superior Service Medal